# Gideon Jung
Gideon Jung (Düsseldorf, 12 settembre 1994) è un calciatore tedesco, difensore del Greuther Fürth.

## Carriera
Cresce calcisticamente nel SC Rot-Weiß Oberhausen-Rhld. 1904 dove ha giocato anche in prima squadra nella stagione 2013-2014 passa all'Amburgo nell'estate 2014.
Nella prima stagione (2014-15) gioca la squadra riserve. Nella sua prima stagione 2015-2016 in prima squadra ottiene 17 presenze.

## Palmares

### Nazionale
- Campionato d'Europa Under-21: 1

Polonia 2017